# 베칠레오족제비여우원숭이
베칠레오족제비여우원숭이(Lepilemur betsileo)는 족제비여우원숭이과에 속하는 여우원숭이의 일종이다. 원 서식지는 마다가스카르이다. 비교적 큰 족제비여우원숭이로, 32–33 cm 길이의 꼬리를 포함하여 전체 몸 길이는 약 58-67cm이다. 베칠레오족제비여우원숭이는 마다가스카르 동부에서 발견되며, 1,2차숲의 우림에서 서식한다.